# Cyanotis homblei
Cyanotis homblei är en himmelsblomsväxtart som beskrevs av De Wild. Cyanotis homblei ingår i släktet Cyanotis och familjen himmelsblomsväxter.
Artens utbredningsområde är Kongo-Kinshasa. Inga underarter finns listade.